# Ricardo Losa Giménez
Ricardo Losa Giménez (Barcelona, 1968) es un diplomático español. Embajador de España en Afganistán (desde 2021).

## Carrera diplomática
Tras licenciarse en Derecho (1991) y en Traducción (1994) en la Universidad de Granada, realizó un máster en Derecho Comunitario Europeo en el Colegio de Europa en (Brujas, Bélgica, 1993), e ingresó en la carrera diplomática (julio de 1999).
Desde entonces ha estado destinado en las Embajadas de España en La Haya (Países Bajos), Luanda (Angola), La Paz (Bolivia) y Nairobi (Kenia). De regreso a Madrid fue Subdirector General para el Pacífico, Sureste Asiático y Filipinas (2018).
Losa Giménez fue nombrado embajador en Afganistán el 3 de agosto de 2021, pero no pudo viajar allí ante la difícil situación existen en Afganistán.  En un principio, Losa ha seguido los asuntos afganos desde Doha (Catar), al igual que han hecho otros embajadores de la Unión Europea, siguiendo el ejemplo de Estados Unidos, que a finales de agosto de 2021 trasladaron a Doha la misión diplomática que mantenían en Kabul tras la caída de la capital afgana llevada a cabo por los talibán.

## Condecoraciones
Ha sido condecorado con:
- Cruz de Oficial del Mérito Civil de España
- Cruz de Oficial de la Orden de Orange de los Países Bajos